# Kayla Compton
Kayla Compton (Salinas, Californië, 3 februari 1990) is een Amerikaans actrice. Ze is vooral bekend van haar rol als Allegra Garcia in de televisieserie The Flash.

## Biografie
Compton werd geboren in Salinas in de Amerikaanse staat Californië. Ze studeerde af aan de Universiteit van Florida.
Ze maakte haar acteerdebuut in de televisieserie Entourage, waarin ze een gastoptreden maakte. In 2014 maakte ze ook een eenmalig optreden in de Britse televisieserie Mistresses.
Vanaf 2019 maakte Compton haar opwachting als Allegra Garcia in de televisieserie The Flash. Na een seizoen werd Compton tot hoofdrolspeelster gepromoveerd. In 2023 maakte Compton haar regiedebuut in de aflevering Brave New World Part Two van The Flash. Na negen seizoenen kwam in 2023 een einde aan de serie.

## Filmografie

### Films
| Jaar | Titel                       | Rol             | Opmerkingen |
| ---- | --------------------------- | --------------- | ----------- |
| 2013 | King's Faith                | Natalie Jenkins |             |
| 2016 | Attack of the Killer Donuts | Michelle Kester |             |
| 2016 | The Stanford Letter         | Kayla           | Korte film  |
| 2017 | Highway to Havasu           | Sarah           |             |
| 2018 | Rubies and Diamonds         | Riley           | Korte film  |
| 2020 | The Z Girl Next Door        | Meisje          | Korte film  |
| 2022 | In Training                 | Trina           |             |
| 2022 | The Devil's Daughters       | Lucy            |             |

### Televisie
| Jaar      | Titel            | Rol            | Extra                                                         |
| --------- | ---------------- | -------------- | ------------------------------------------------------------- |
| 2011      | Entourage        | Monica         | 1 afl.                                                        |
| 2012      | Perception       | Indie Girl     | 1 afl.                                                        |
| 2013      | Mistresses       | Verkoopster    | 1 afl.                                                        |
| 2013      | Vanity           | Jonge vrouw    | 1 afl.                                                        |
| 2015      | Chase Champion   | Gretchen       | 5 afl.                                                        |
| 2016      | Part Timers      | Nisha          | 1 afl.                                                        |
| 2016      | Making Moves     | Kara           | 4 afl.                                                        |
| 2018      | S is for Revenge | Chloe          | 1 afl.                                                        |
| 2019–2023 | The Flash        | Allegra Garcia | Terugkerende rol (seizoen 6), Hoofdrol (seizoen 7–9); 63 afl. |
| 2024      | Doctor Odyssey   | Kleindochter   | 1 afl.                                                        |